# Ліонська школа

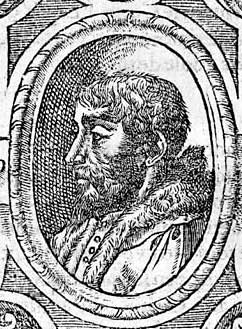
Моріс Сев, один з чільних представників Ліонської школи

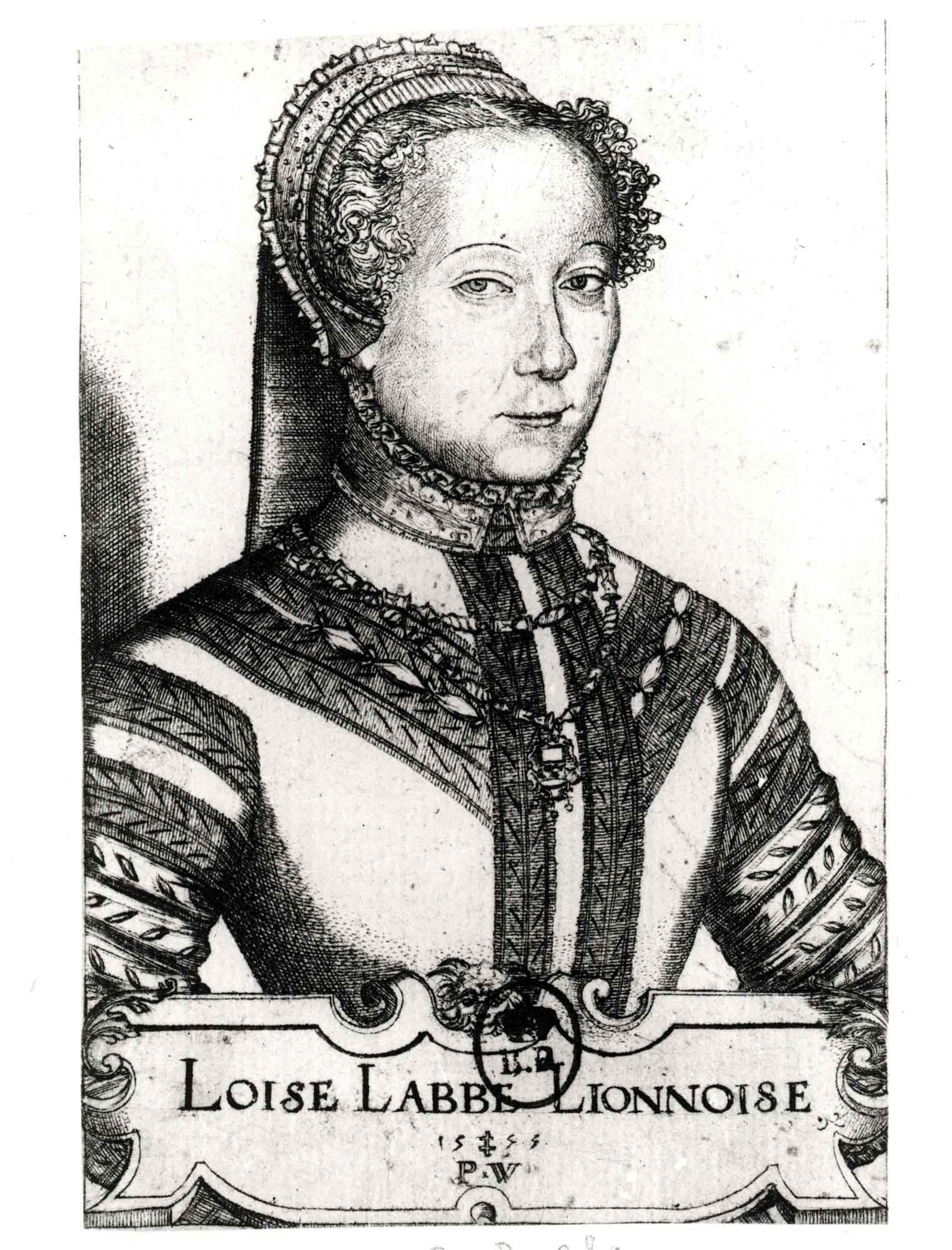
Луїза Лабе

Ліонська школа (фр. École de Lyon, École lyonnaise) — об'єднання французьких поетів епохи Ренесансу в місті Ліон. Ліонська школа була пов'язана з італійською літературою й діяла в 1540—1550-х роках. Представники школи дотримувалися принципів петраркізму та ідей гуманізму, захоплювалися еротичною тематикою в неоплатонічному сенсі, тобто сприймали еротизм як шлях досягнення божественної першостутності. Творчість Ліонської школи вплинула на Клемана Маро та поетів Плеяди.

## Представники
- Моріс Сев (1500—1560)
- Пернетта дю Ґіє (бл. 1520—1545)
- Луїза Лабе (1524—1566)
- Антуан Ерое (1492—1568)
- Шарль Фонтен (1513—1588)

## Українські переклади
Деякі твори поетів Ліонської школи перекладав Микола Терещенко (зокрема твори Луїзи Лабе). Окрім того, поезії Луїзи Лабе перекладали Наталя Лівицька-Холодна, Олег Зуєвський, Ігор Качуровський.